# Embalse de Kairakkum
El embalse de Kairakkum (también transcrito como Kayrakum, Kairakum, Qayraqqum o Qayroqqum) (en tayiko: Обанбори Қайроққум; en ruso: Кайраккумское водохранилище) es el mayor lago artificial de Tayikistán, en Asia Central. Se le llama «el mar de Tayikistán». Se encuentra en el límite occidental del valle de Ferganá, que se extiende hacia el este, y su ribera extremo oriental marca el límite de Uzbekistán.
Los trabajos de construcción de la represa de 32 m de altura se desarrollaron en la época de la URSS, duraron desde 1956 hasta 1958, y tuvieron por fin regular el caudal del río Syr Darya, permitir la irrigación de tierras (300 000 hectáreas) y alimentar una planta hidroeléctrica.  Su volumen es de 4,16 km³ y su longitud de 75 km, con alrededor de 20 km de anchura. Su superficie es de 513 km² o 520 km², según las fuentes. Se congela en invierno y es poco profundo, con 8,1 m de media. La pequeña ciudad de Kairakkum está en su ribera occidental. La ciudad más grande es Khujand, a menos de 15 km al oeste de Kaïrakkoum.
Es un lugar popular para el turismo de verano, donde se puede nadar, pescar (doradas, carpas, lucios, barbos, etc; un bagre de 120 kg fue capturado en 1992) y practicar deportes acuáticos.

## Fauna
Hay un área de 1150 km² que ha sido catalogado como área importante para la conservación de las aves por la organización BirdLife International, debido al gran número de diferentes especies de aves, migratorias o no. Estas son especialmente ánades, cormoranes pigmeos, halcones sacre, buitres negros, avutardas, avutardas hubaras, grullas, paloma del Turquestán, autillo persa, nighthawks desierto, carracas europeas, pico aliblanco, carboneros comunes, terreras saharianas, Scotocerca inquieta, currucas Sykes, currucas del desierto, gorriones del saxaul y camachuelos del desierto.